# Ring Circus
Ring Circus est une série de bande dessinée française écrite par David Chauvel et dessinée par Cyril Pedrosa. Ses quatre albums ont été publiés de 1998 à 2004 par Delcourt.

## Sujet
Cette série met en scène un jeune homme fraîchement licencié, Jerold, qui se fait engager par un cirque après être tombé amoureux de l'écuyère Blanche.

## Albums
- Ring Circus, Delcourt, coll. « Conquistador » :

1. Les Pantres, 1998  (ISBN 2840552116).
2. Les Innocents, 2000  (ISBN 2-84055-413-5).
3. Les Amants, 2002  (ISBN 2840556782).
4. Les Révoltés, 2004  (ISBN 2847890106).

- Ring Circus, Delcourt, coll. « Long Métrage », 2008  (ISBN 9782756015606). Édition intégrale petit format.

## Traductions
Ring Circus a été traduit en italien en 2013 et en espagnol en 2017.